# Sea Sorrow
Pour plus de détails, voir Fiche technique et Distribution.
Sea Sorrow est un film britannique réalisé par Vanessa Redgrave, sorti en 2017. Le film est sélectionné en séance spéciale au Festival de Cannes 2017.

## Fiche technique
- Titre : Sea Sorrow
- Réalisation : Vanessa Redgrave
- Pays d'origine : Royaume-Uni
- Date de sortie : 2017

## Distribution
- Emma Thompson : Sylvia Pankhurst
- Ralph Fiennes : Prospero